# Lyle and Scott
Lyle and Scott est une marque écossaise créée par William Lyle et Walter Scott qui voit le jour en 1874 à Hawick, dans la région des Scottish Borders.

## Histoire
En 2020, la société annonce le début de son développement international (ouverture de ses propres boutiques dans six autres pays). En 2023, la société choisit de reprendre en interne la production de ses collections enfants.

## Description
La société de textile Lyle and Scott produit des polos, pulls, chemises, manteaux, chaussures, vêtements de sports et différents accessoires de qualité principalement pour les hommes mais aussi pour les femmes. Certains de ces vêtements (ex: pulls en laine d'agneau) sont fabriqués dans l'usine d'origine à Hawick, une ville des Scottish Borders.

## Logo
Le logo de la marque est un Aigle royal, symbole de la fierté, l’ardeur, la liberté, la supériorité, le courage, et une puissante capacité intellectuelle. Il a aussi été choisi en référence au terme utilisé dans le monde du golf "Eagle" désignant un trou joué deux coups sous le par.
En 2021, Lyle and Scott porte plainte contre American Eagle Outfitters qui a commercialisé des vêtements portant un logo trop similaire à celui de la marque britannique dans les zones UK et UE alors que les deux sociétés avaient signé un accord concernant les ventes dans ces zones.
Les milieux d'extrême droite comme d’extrême gauche sont souvent séduits par les vêtements proposés par la marque. Il en va de même pour les groupes ultras.

## Sponsoring
Lyle & Scott est aussi une marque fournissant des vêtements à la famille Royale d'Angleterre. Ce qui donne le droit à la marque d'utiliser le logo de fournisseur officiel de la famille Royale.
D'autre part, la marque sponsorise certains golfeurs professionnels et artistes (musiciens principalement). Depuis 2020, Lyle and Scott sponsorise l'équipe de football Lewes FC.

## Collections
- 2021 : Lyle and Scott x Golfickers[6]